# Сергей Ахромеев
Сергѐй Фьодорович Ахромѐев (на руски: Сергѐй Фёдорович Ахромѐев) е съветски държавен и военен деец, Герой на Съветския съюз (1982), маршал на СССР (1983). Началник на Генералния щаб на Съветската армия в периода 1984 до декември 1988 г.

## Биография
Роден е на (5 май 1923 г., в село Виндрей на Торбеевски район (сега в Република Мордовия).
Сергей Ахромеев започва военната си служба през 1940 г., постъпвайки във военноморско училище. Влиза в редовете на КПСС през 1943 г. В годините на Великата Отечествена война е командир на взвод морска пехота, адютант, началник-щаб на батальон, командир на батальон. Воюва на Сталинградския, Ленинградския, 4-ти украински и Южния фронтове. Награден е за участието му в отбраната на Ленинград по време на блокадата на града.
След войната Сергей Фьодорович последователно е командир на танков батальон, началник-щаб и командир на танков полк, заместник-командир, началник-щаб и командир на танкова дивизия.
През 1952 г. завършва Военната академия за бронетанкови и механизирани войски, а през 1967 г. – Генералщабната академия, а през 1971 г. Академията за обществени науки при ЦК на КПСС и Военноплилтическата академия при Генералния щаб на съветската армия.
От 1967 г. Ахромеев е първи заместник-командващ и командващ армия, началник-щаб и първи заместник-командващ войските на Далекоизточния военен окръг.
От 1974 г. е заместник-началник, от 1979 г. – първи заместник-началник, а в периода 1984 – 1988 г. – началник на Генералния щаб на Въоръжените сили на СССР и първи заместник-министър на отбраната на страната.
Сергей Фьодорович ръководи планирането на военните операции в Афганистанската война на всички етапи, включително и оттеглянето на войските.
 Принадлежейки към крилото на противниците на политката на Михаил Горбачов, за намаляване на съветската военна мощ, маршал Сергей Ахромеев подава оставката си през декември 1988 г. като началник на Генералния щаб на Съветските въоръжени сили, заявявайки че не може да стои начело на политика която обрича строеното 71 години от съветската държава и военни на гибел. Горбачов приема оставката на Ахромеев на 14 декември 1988 г. и той с Указ на Президиума на Върховния съвет на СССР е освободен. За нов началник на Генералния щаб е назначен маршал Михаил Моисеев.
Лауреат на Ленинска премия през 1980 г. за изследването и разработката на нови системи за автоматизирано управление на въоръжените сили. От 1981 г. е кандидат, а в периода 1983 – 1990 г. – член на ЦК на КПСС. През 1982 г. му е присвоено званието „герой на Съветския съюз“. През 1983 г. получава званието маршал.
От 19 декември 1988 г. Ахромеев е съветник на председателя на Президиума на Върховния съвет на СССР. От март 1990 г. е съветник на президента на СССР по военните въпроси.
В периода 1984 – 1989 г. е депутат във Върховния съвет на СССР. През март 1989 г. е избран за народен депутат от Белецкия териториален окръг (№697 – в Молдавската СССР). Член е на Върховния съвет и Комитета на Върховния съвет на СССР по въпросите на отбраната и безопасността.
Като началник на Генералния щаб Сергей Фьодорович нееднократно участва в преговори, целящи слагането на край на Студената война. В същото време растат и разногласията с Михаил Горбачов – Ахромеев изказва несъгласие с военните реформи и отслабването на съветската военна мощ, във връзка с което е изпратен в оставка. Нееднократно говори на заседанията на конгресите на народните депутати и на Върховния съвет на СССР, а също излиза и в печата със статии, за опасността от бързото завоюване на СССР от страните на НАТО.

### Самоубийството
С началото на августовския пуч на 19 август 1991 г. Ахромеев се завръща в Москва от Сочи, където прекарва отпуска си заедно с жена си Тамара Василиевна и внуците си, и се среща с Генадий Янаев. Поддържа обръщението на Държавния комитет за извънредното положение (на руски: Государственный комитет по чрезвычайному положению, съкр. ГКЧП) и предлага своето съдействие, въпреки че не е избран в състава на комитета. Нощта прекарва в дачата си, където живее по-малката му дъщеря със семейството си.
На следващия ден работи в Кремъл и в зданието на Министерството на отбраната, събирайки информация за военнополитическата обстановка в страната. Изготвя план с мероприятия, които е необходимо да се проведат във връзка с въвеждането на извънредното положение. Нощта на 20 срещу 21 август прекарва в кабинета си в Кремъл. Оттам той звъни на дъщерите си и жена си в Сочи.
На 22 август изпраща лично писмо до Горбачов, в което излага мотивите си за пристигането си в Москва и съдействието си за ГКЧП. На следващия ден Сергей Фьодорович присъства на заседание на Комитета на Върховния съвет на СССР по делата на отбраната и държавната безопасност.
На 24 август 1991 г., в 2150ч., в служебен кабинет №19-а на корпус 1 на московския Кремъл дежурният офицер от охраната Коротеев открива трупа на маршал Ахромеев.
Оставя писма на членовете на семейството си, а също и записки, където споменава, че умира, нямайки сили да види крушението на всичко, на което е посветил живота си:
 „Не мога да живея, когато загива моето Отечество и се унищожава всичко, което винаги съм считал за смисъла на живота си. Възрастта и проведеният живот ми дават правото да си отида. Борих се до края. Ахромеев.“
Сергей Фьодорович Ахромеев е погребан на Троекуровското гробище. Скоро след това могилата е разграбена – откраднат е маршалският мундир с наградите, който впоследствие така и не е намерен.

### От живота на маршала
- По време на стажа си в СССР през втората половина на 1970-те години Кондолиза Райс, интересувайки се от взаимодействието на ръководните военнополитически структури, „преброява в Москва всичките прозорци в зданието на Министерството на отбраната, за да пресметне колко души примерно могат да работят там“. Преценката ѝ е за 5 хил. души. По-късно, по време на работата ѝ при Джордж Буш, точността на тази оценка е потвърдена от нейния партньор по преговори – маршал Сергей Ахромеев.
- През 1970-те години СССР е произвел 20 пъти повече танкове, отколкото САЩ. На въпроса на Георгий Шахназаров (помощник на генералния секретар на ЦК на КПСС Михаил Горбачов през 1980-те години) 
„Защо е нужно да се произвежда толкова въоръжение?“, отговорът на началника на Генералния щаб Сергей Ахромеев е 
„Защото с цената на огромни жертви ние създадохме първокласни заводи, не по-лоши от тези на американците. Вие какво, ще им заповядате да прекратят работа и да започнат да произвеждат тенджери?“[3]

## Награди
- Герой на Съветския съюз – 1982 г.
- 4 ордена „Ленин“ – 1971, 1978, 1980 и 1982 г.
- Орден „Георги Димитров (1988)г. (НР.България)“
- Орден „Октомврийска революция“ – 1988 г.
- 2 ордена „Червена звезда“ – 1943 и 1956 г.
- Орден „Отечествена война“ I степен – 1985 г.
- Орден „За служба на Родината във Въоръжените сили на СССР“ III степен – 1975 г.
- 16 медала на СССР
- 24 ордена и медали на други държави

## Публикации
- маршал С. Ахромеев. СССР - за диалог и сотрудничество. А США? // газета "Правда", № 303 (26021) от 30 октября 1989 стр.7